# یاتسوکو تانامی
یاتسوکو تانامی (انگلیسی: Yatsuko Tan'ami؛ زادهٔ ۲۵ ژوئن ۱۹۲۴) بازیگر اهل ژاپن است. وی بین سال‌های ۱۹۵۰ تا ۲۰۰۸ میلادی فعالیت می‌کرد.
از فیلم‌ها یا برنامه‌های تلویزیونی که وی در آن نقش داشته است می‌توان به ورودی از آب گلآلود اشاره کرد.